# Kouření může zabíjet
Kouření může zabíjet je album od brněnské hudební skupiny Morčata na útěku, které vyšlo v roce 2005. Obsahuje 17 nahrávek.

## Obsazení
Morčata na útěku – všechno
Natočeno a zpracováno v již neexistujícím Studiu Forest v Brně-Soběšicích.

## Seznam skladeb
| Pořadí         | Název                                                         | Délka |
| -------------- | ------------------------------------------------------------- | ----- |
| 1.             | Nalitej Jak Pohrabáč (Rammstein - Amerika)                    |       |
| 2.             | Nehoda (Kabát - Pohoda)                                       |       |
| 3.             | Dušan Je Gay (Törr - Made In Hell)                            |       |
| 4.             | Ožralej Yetty (Lucie - Medvídek)                              |       |
| 5.             | Trenky Dolů (Judas Priest - Breaking The Law)                 |       |
| 6.             | Princ Skončil V Dobrých Rukou Krále Miroslava (Argema - Rááj) |       |
| 7.             | Živitel (Daniel Landa - Zombice)                              |       |
| 8.             | Polámal Se Mraveneček (Black Sabbath - Paranoid)              |       |
| 9.             | Po Kapkách (Richard Müller - Po Schodoch)                     |       |
| 10.            | Reklama Na Freitra (Team - Reklama Na Ticho)                  |       |
| 11.            | Tolik Chuti A Tak Málo Času (Nedvědi - Stánky)                |       |
| 12.            | Pár Hloupejch Fízlů (Lucie - Šrouby Do Hlavy)                 |       |
| 13.            | Laco Zářivka (Vlastní Tvorba)                                 |       |
| 14.            | 1. Anální (Chinaski - 1. Signální)                            |       |
| 15.            | Kakala (Divokej Bill - Plakala)                               |       |
| 16.            | Hnisař (Daniel Landa - Krysař) - Remake                       |       |
| 17.            | Outro (Nirvana - Smells Like Teen Spirit)                     |       |
| Celková délka: | Celková délka:                                                | 51:25 |